# My Brilliant Career
My Brilliant Career es una película australiana de 1979 dirigida por Gillian Armstrong y basada en el libro con el mismo nombre por Miles Franklin.
La película fue estrenada en Australia el 17 de agosto de 1979; en los Estados Unidos el 6 de octubre de 1979 en el Festival de Cine de Nueva York y el 1 de febrero de 1980 en cines de Estados Unidos limitos; en Japón el 2 de nero de 1982; y en Polonia el 23 de julio de 2007. La película está disponible en DVD en varias regiones.

## Sinopsis
Sybylla, una chica de Australia a finales de siglo XIX, tiene la oportunidad de casarse con un joven hombre, Harry, un pretendiente rico y amigo de la infancia, pero rechaza el fin de mantener su independencia. Después de regresar a casa, de nuevo rechaza otra propuesta de Harry así ella puede escribir su novela, My Brilliant Career.

## Elenco
- Judy Davis como Sybylla Melvyn.
- Sam Neill como Harry Beecham.
- Wendy Hughes como Tía Helen.
- Robert Grubb como Frank Hawdon.
- Max Cullen como Mr. McSwatt
- Aileen Britton como Abuela Bossier.
- Peter Whitford como Tío Julius.
- Patricia Kennedy como Tía Gussie.
- Alan Hopgood como Padre.
- Julia Blake como Madre.
- David Franklin como Horace.
- Marion Shad como Gertie.
- Aaron Wood como Stanley.
- Sue Davies como Aurora.
- Gordon Piper como Barman.
- Simone Buchanan como Mary-Anne.

## Taquilla
La película recaudó $3,052,000 en la taquilla en Australia, que es equivalente a $11,933,320 en dólares de 2009.